# Filemaker
Filemaker - jedna od prvih baza podataka s pripadajućim alatom za izradu sučelja. Danas u inačici 14.0.
Konkurencija:
- 4th Dimension 4D
- Microsoft Access